# SIMM

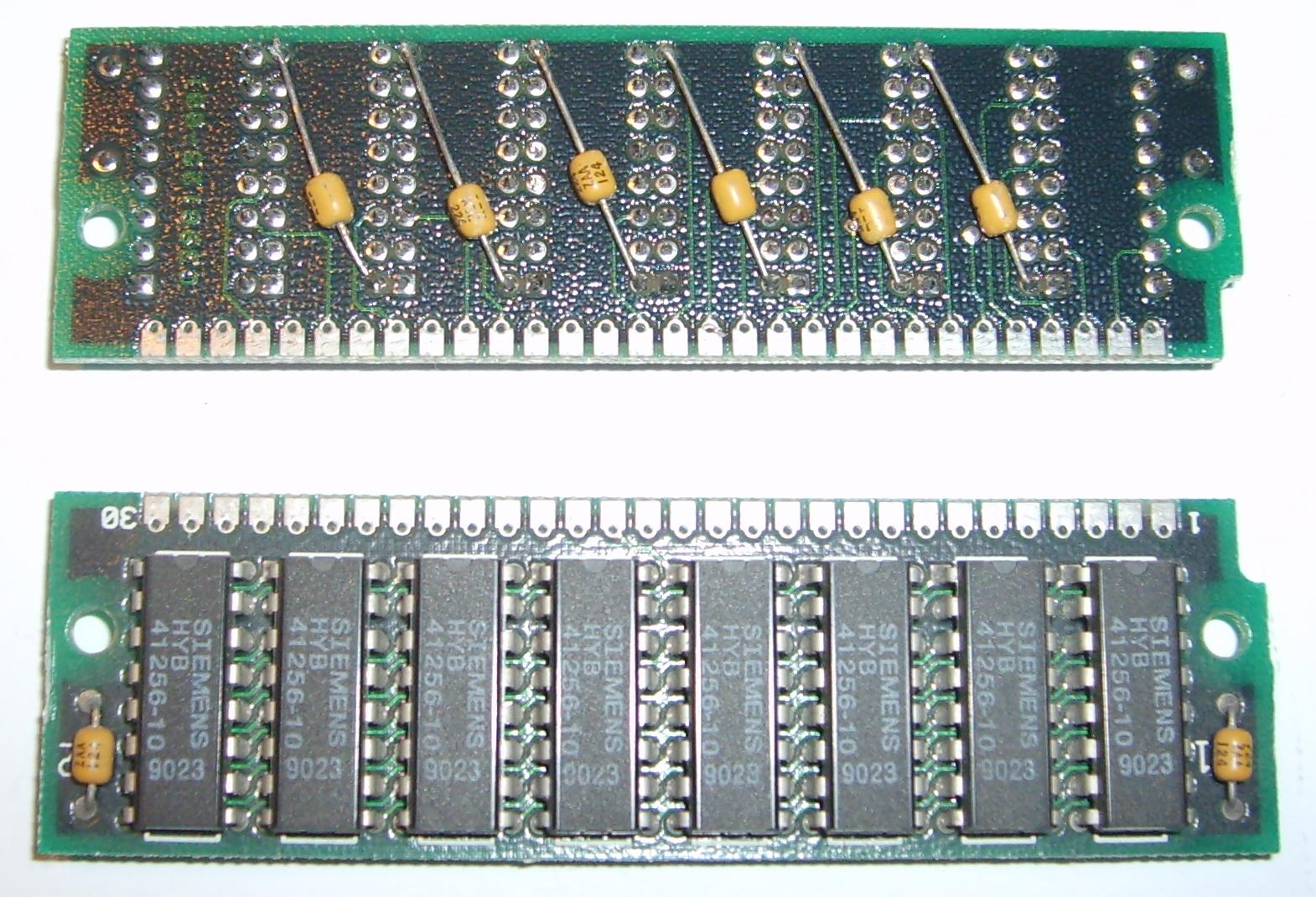
30-pinowe SIMM, 256 KiB

SIMM (z ang. single in-line memory module) – moduł pamięci RAM komputerów w postaci płytki drukowanej z polami stykowymi znajdującymi się z jednej strony płytki. Jest to następna po SIPP generacja modułów pamięci DRAM. Zostały zastąpione przez moduły z polami stykowymi po obu stronach płytki oznaczanych przez DIMM.
Istotną modyfikacją w układzie SIMM było zastąpienie pinów, takich jak w poprzedniej wersji DRAM (SIPP) polami stykowymi na płytce. Złączem modułu były złocone lub cynowane pola druku płytki naniesione z jej jednej strony wzdłuż jej krawędzi. Inną ważną zmianą było też takie fizyczne ukształtowanie płytki pamięci SIMM, aby nie było można zainstalować jej niewłaściwie, co pomogło  wyeliminować uszkodzenia wywołane nieprawidłowym montażem układu pamięci na płycie głównej.
W okresie przejściowym popularne były podstawki mocowane w gniazdach SIPP, w które wkładano moduły SIMM. Możliwe i praktykowane było także przerabianie SIMM na SIPP przez dolutowywanie odpowiednich pinów.
Moduły SIMM można podzielić na:
- starsze 30-pinowe (8 lub 9 bitowe): 256 KiB, 1 MiB, 4 MiB, 8 MiB, 16 MiB
- nowsze 72-pinowe (32 lub 36 bitowe): 1 MiB, 2 MiB, 4 MiB, 8 MiB, 16 MiB, 32 MiB, 64 MiB, 128 MiB